# Leucoptera meyricki
Leucoptera meyricki là một loài bướm đêm thuộc họ Lyonetiidae. Nó được tìm thấy ở Bờ Biển Ngà, Angola, Congo, Đông Phi, Ethiopia và Madagascar. Nó được coi là một trong các loài vật gây hại nhất cho cây cà phê.
Ấu trùng ăn các loài Coffea arabica và other Coffea. Chúng ăn lá nơi chúng làm tổ.